# La regina Libertà - La guerra delle corone
La guerra delle corone (La Guerre des couronnes) è il secondo libro della trilogia La regina Libertà scritta da Christian Jacq, pubblicato in Francia nel 2002 e in Italia nel 2004.

## Trama
Nonostante gli Hyksos controllino quasi tutto l'Egitto con la loro spietatezza, la regina Ahotep, non lontano da Tebe, l'unica città ancora in piedi contro gli Hyksos, ha costruito la sua base militare; lì, un gruppo di guerrieri si sta addestrando in gran segreto per una nuova guerra contro gli invasori, mentre Kamose, figlio di Ahotep, dovrà imparare a prendere il posto del padre e diventare il vero Faraone. Ben presto, Ahotep guida un esercito sempre più potente, col quale ella strappa vittorie su vittorie agli Hyksos, e neanche la corruzione di alcuni suoi compagni sembra fermarla. Soltanto un inganno, come ultima speranza per gli Hyksos, potrà mettere fine alle sue conquiste.

## Personaggi
- Ahotep: protagonista della trilogia.
- Kamose: figlio di Ahotep.

## Edizioni
- Christian Jacq, La regina Libertà - La guerra delle corone, traduzione di Maddalena Mendolicchio, Mantova, Corriere della Sera, 2004,  p. 330.